# Сааттут (гелипорт)
Сааттут (гелипорт) — вертолётная площадка в Сааттут (муниципалитет Каасуитсуп, западная Гренландия). Гелипорт обслуживается Air Greenland в рамках государственного контракта. Основную часть полётов составляют грузовые рейсы, не имеющие чёткого расписания.